# Cenred de Wessex
Pour les articles homonymes, voir Cenred.
Cenred ou Coenred est un membre de la maison de Wessex ayant vécu au VIIe siècle.

## Biographie
D'après les généalogies qui figurent dans la Chronique anglo-saxonne, Cenred est le fils d'un certain Ceolwald. Le nombre de générations qui sépare Ceolwald de Ceawlin, roi des Saxons de l'Ouest à la fin du VIe siècle, varie selon les textes : il est tantôt son grand-père, tantôt son arrière-grand-père. Ces incohérences semblent résulter des efforts désordonnés fournis par les compilateurs de la Chronique pour rattacher tous les rois du Wessex, y compris certains qui étaient peut-être issus d'autres familles, à la lignée de Cerdic, le fondateur semi-légendaire de la lignée royale des Saxons de l'Ouest.
Les généalogies royales attribuent trois enfants à Cenred : deux fils, Ine (roi des Saxons de l'Ouest de 688 ou 689 à 726) et Ingild (ancêtre des rois du Wessex du IXe siècle), ainsi qu'une fille, Cuthburh, qui épouse le roi Aldfrith de Northumbrie avant de fonder un monastère (en) à Wimborne, dans le Dorset,. Une autre fille, Cwenburh (en), apparaît dans certaines versions de ces généalogies et de la liste de saints du Secgan.
Il est possible que Cenred ait régné aux côtés de son fils Ine pendant quelque temps. Le code de lois d'Ine (vers 694) mentionne l'aide apportée par son père dans sa promulgation, et plusieurs chartes mentionnent également son nom, avant même celui de son fils dans l'une d'elles. Une telle royauté partagée n'aurait rien d'inhabituel chez les Anglo-Saxons du VIIe siècle,.